# Читольська культура
Читоль, читольська культура — археологічна культура кам'яної доби в Екваторіальній Африці.
Давнина — 13 — 5 тис. років тому. Змінює культуру Лупембе, з котрою має спільні форми кам'яних знарядь (долотоподібні та інші). На стоянках Чітольської культури зустрічаються архаїчні знаряддя — чоппери, рубила, але характерна розвинута техніка обробки каменю: знайдені геометричні мікроліти (головним чином трапеції), двобічні оброблені вістря — очевидно, наконечники стріл (притаманні для епохи мезоліту). 
Була поширена у басейні річки Конго та сусідніх областях,   зокрема  на  території   сучасних  країн   Ангола,  Замбія,  Демократична Республіка Конго, Камерун,  Республіка Конго, Габон. Назву отримала від округу Чіто в державі Бенін. 
Головне заняття людей культури — мисливство та збиральство, кераміки не виявлено.